# Distretto di Luya
Il distretto di Luya è un distretto del Perù nella provincia di Luya (regione di Amazonas) con 4.153 abitanti al censimento 2007 dei quali 2.178 urbani e 1.975 rurali.
È stato istituito fin dall'indipendenza del Perù.

## Località
Il distretto è formato dall'insieme delle seguenti località:
- Luya
- Corobamba
- Huaychopampa
- Corazón de Jesus
- Shipata
- Chocta
- Colmata
- El Molino
- Tejapata
- Pampa Hermosa
- Jvisha
- San Miguel de Cruz Pata